# 馬洪
馬洪（ば こう）は、中華人民共和国の経済学者。原名は牛仁権。かつては牛黄、牛中黄などとも名乗った。中華人民共和国国務院発展研究中心の創設者。

## 略歴
1936年、薄一波が山西省で結成した山西犠牲救国同盟会に参加。翌年、同蒲鉄道建設の労働組合に加わるとともに、中国共産党に入党した。1938年、延安で陳雲に活動報告を行い高い評価を得る。これによって、馬洪は中国共産党中央党校で学べるようになった。また、この頃名前を馬洪に改めている。1941年に同校を卒業した後、中国共産党中央研究員で研究員となった。
1948年、中共中央東北局の政策研究室に主任として赴き、調査が終了した後に『東北経済の構成と方針』を書いた。当時の中国東北部の経済を5つの要素に分けるというこの方法は、後に党中央や中国人民政治協商会議も長期に渡って採用されることとなった。1949年に中華人民共和国が成立すると、馬洪は東北局委員、副秘書長を任ぜられた。1952年には国家発展計画委員会秘書長となった。
1955年、高饒事件で高崗の仲間とみなされた馬洪は、事件の余波を受けて左遷された。国家経済委員会在籍中の1961年には『工業七十条』の著作活動に関わった。1978年、ようやく復権を許された馬洪は、中国社会科学院工業経済研究所を立ち上げ所長に任命された。1982年には中国社会科学院院長兼国務院副秘書長に昇進。1985年、国務院経済技術社会発展中心を設立し、総幹事となった。その後、国務院発展研究中心と改名され、馬洪も主任となった。
1993年に第一線から退いた。2007年10月28日、パーキンソン病で亡くなった。
馬洪は、呉敬璉らとともに、中華人民共和国における第二世代の経済学の大家と評されている。著作も多く、朱鎔基を評価し、抜擢したことでも知られている。